# Discografia de DJ Jazzy Jeff & the Fresh Prince
A discografia de DJ Jazzy Jeff & the Fresh Prince, duo americano de hip-hop, consiste de cinco álbuns, quatro coletâneas e 14 singles.

## Álbuns

### Álbuns de estúdio
| Rock the House                                                                         | - Lançamento: 19 de março de 1987 - Gravadora: Jive - Formato: CD, CS     | 83 | 24 | —  | —  | —  | —  | —  | 97 | - RIAA: Ouro       |
| He's the DJ, I'm the Rapper                                                            | - Lançamento: 29 de março de 1988 - Gravadora: Jive - Formato: CD, CS, LP | 4  | 5  | —  | 23 | —  | 47 | —  | 68 | - RIAA: 3× Platina |
| And in This Corner…                                                                    | - Lançamento: 17 de abril de 1989 - Gravadora: Jive - Formato: CD, CS     | 39 | 19 | 77 | 43 | —  | —  | —  | —  | - RIAA: Ouro       |
| Homebase                                                                               | - Lançamento: 23 de julho de 1991 - Gravadora: Jive - Formato: CD, CS, LP | 12 | 5  | —  | 33 | —  | 43 | —  | 69 | - RIAA: Platina    |
| Code Red                                                                               | - Lançamento: 12 de outubro de 1993 - Gravadora: Jive - Formato: CD, CS   | 64 | 39 | 25 | —  | 54 | —  | 35 | 50 | - RIAA: Ouro       |
| "—" denota que não alcançou posição nas paradas ou não foi lançado naquele território. |                                                                           |    |    |    |    |    |    |    |    |                    |

### Coletâneas
| Greatest Hits                                                                          | - Lançamento: 19 de maio de 1998 - Gravadora: Jive - Formato: CD, CS         | 144 | 93 | 65 | 38 | 32 | 20 |
| Before the Willennium                                                                  | - Lançamento: 7 de março de 2000 - Gravadora: Collectables - Formato: CD, CS | —   | —  | —  | —  | —  | —  |
| Platinum & Gold Collection                                                             | - Lançamento: 19 de agosto de 2003 - Gravadora: Jive - Formato: CD           | —   | —  | —  | —  | —  | —  |
| The Very Best of Jazzy Jeff & The Fresh Prince                                         | - Lançamento: 6 de junho de 2006 - Gravadora: Jive - Formato: CD             | —   | —  | —  | —  | —  | —  |
| "—" denota que não alcançou posição nas paradas ou não foi lançado naquele território. |                                                                              |     |    |    |    |    |    |

## Singles
| Título                                                                                 | Ano  | Pico nas paradas | Pico nas paradas | Pico nas paradas | Pico nas paradas | Pico nas paradas | Pico nas paradas | Pico nas paradas | Pico nas paradas | Pico nas paradas | Pico nas paradas | Certificações                                            | Álbum                       |
| Título                                                                                 | Ano  | US               | US R&B           | AUS              | CAN              | GER              | IRE              | NED              | NZ               | SWI              | UK               | Certificações                                            | Álbum                       |
| -------------------------------------------------------------------------------------- | ---- | ---------------- | ---------------- | ---------------- | ---------------- | ---------------- | ---------------- | ---------------- | ---------------- | ---------------- | ---------------- | -------------------------------------------------------- | --------------------------- |
| "Girls Ain't Nothing but Trouble"                                                      | 1986 | 57               | 81               | 142              | —                | —                | —                | 96               | —                | —                | 21               |                                                          | Rock the House              |
| "The Magnificent Jazzy Jeff"                                                           | 1986 | —                | 61               | —                | —                | —                | —                | —                | —                | —                | 93               |                                                          | Rock the House              |
| "A Touch Of Jazz"                                                                      | 1987 | —                | 65               | —                | —                | —                | —                | —                | —                | —                | 79               |                                                          | Rock the House              |
| "Brand New Funk"                                                                       | 1987 | —                | 76               | —                | —                | —                | —                | —                | —                | —                | —                |                                                          | He's the DJ, I'm the Rapper |
| "Parents Just Don't Understand"                                                        | 1988 | 12               | 10               | 49               | 28               | —                | —                | —                | 13               | —                | 87               | - RIAA: Ouro                                             | He's the DJ, I'm the Rapper |
| "A Nightmare On My Street"                                                             | 1988 | 15               | 9                | —                | 61               | —                | —                | —                | —                | —                | —                |                                                          | He's the DJ, I'm the Rapper |
| "I Think I Can Beat Mike Tyson"                                                        | 1989 | 58               | 23               | 52               | —                | —                | —                | —                | 39               | —                | 94               |                                                          | And in This Corner…         |
| "The Groove"                                                                           | 1990 | —                | 70               | —                | —                | —                | —                | —                | —                | —                | —                |                                                          | And in This Corner…         |
| "Summertime"                                                                           | 1991 | 4                | 1                | 52               | 29               | 12               | 14               | 12               | 5                | 11               | 8                | - RIAA: Platina - BPI: Prata                             | Homebase                    |
| "Ring My Bell"                                                                         | 1991 | 20               | 22               | 58               | —                | —                | —                | 11               | 6                | 29               | 53               | - RIAA: Ouro                                             | Homebase                    |
| "The Things That U Do"                                                                 | 1992 | —                | 43               | —                | —                | —                | —                | 21               | 29               | —                | —                |                                                          | Homebase                    |
| "The Fresh Prince of Bel-Air"                                                          | 1992 | —                | —                | —                | —                | —                | —                | 4                | —                | —                | —                |                                                          | Apenas single               |
| "I Wanna Rock"                                                                         | 1993 | —                | —                | —                | —                | —                | —                | —                | —                | —                | —                |                                                          | Code Red                    |
| "Boom! Shake the Room"                                                                 | 1993 | 13               | 21               | 1                | —                | 8                | 1                | 18               | 2                | 8                | 1                | - RIAA: Platina - ARIA: Platina - ALE: Ouro - BPI: Prata | Code Red                    |
| "I'm Looking for the One (To Be with Me)"                                              | 1993 | 79               | 70               | 48               | —                | 88               | 21               | 36               | 18               | —                | 24               |                                                          | Code Red                    |
| "Can't Wait to Be with You"                                                            | 1994 | —                | —                | —                | —                | —                | —                | —                | 16               | —                | 29               |                                                          | Code Red                    |
| "Twinkle Twinkle (I'm Not A Star)"                                                     | 1994 | —                | —                | —                | —                | —                | —                | —                | —                | —                | 62               |                                                          | Code Red                    |
| "Lovely Daze"                                                                          | 1998 | —                | —                | —                | —                | —                | —                | —                | —                | —                | 37               |                                                          | Greatest Hits               |
| "—" denota que não alcançou posição nas paradas ou não foi lançado naquele território. |      |                  |                  |                  |                  |                  |                  |                  |                  |                  |                  |                                                          |                             |